# Nagomi
Nagomi (japanska: 和水町?, Nagomi-machi) är en landskommun (köping) i Kumamoto prefektur i Japan.  